# Ancrod
L'ancrod est un extrait de venin d'une vipère de Malaisie (Calloselasma rhodostoma) ayant une activité anticoagulante importante par destruction rapide du fibrinogène, protéine intervenant dans la formation des caillots. L'ancrod a été testé dans différentes maladies et semblent avoir une certaine efficacité dans les accidents vasculaires cérébraux pris très précocement.